# David Granger (bobsleigh)
Cet article concerne un bobeur américain. Pour l'homme d'Etat guyanien, voir David Granger.
David Granger, né le 26 juin 1903 à New York et mort le 27 septembre 2002 à New York, est un bobeur américain.

## Biographie
David Granger étudie à la Phillips Exeter Academy avant d'être diplômé de l'université Yale en 1924; il passe ensuite une année au Christ's College de l'université de Cambridge.
Il remporte avec l'équipe 1 des États-Unis la médaille d'argent en bob à cinq aux Jeux olympiques de 1928.

## Palmarès
- : Médaillé d'argent du bob à cinq aux Jeux olympiques d'hiver de 1928 à Saint-Moritz ( Suisse)